# Atreseries
Atreseries  (estilizado como A3S) es un canal de televisión español en abierto ubicado en Madrid, perteneciente a Atresmedia. Sus emisiones regulares comenzaron el 22 de diciembre de 2015.

## Historia
El 16 de octubre de 2015 el Consejo de Ministros adjudicó a Atresmedia una de las tres licencias de TDT en alta definición. Un mes después, el grupo audiovisual anunció que lanzaría Atreseries. El canal de entretenimiento inició sus emisiones el 22 de diciembre de 2015.

## Programación
La programación diaria de Atreseries tiene una parrilla compuesta por series actuales e históricas de Antena 3 y La Sexta, series internacionales y cine, además de algunos espacios breves sobre estas.
Entre los contenidos emitidos se encuentran:
- 90-60-90, diario secreto de una adolescente
- Algo que celebrar
- Allí abajo
- Aquí no hay quien viva
- Bates Motel
- BuenAgente
- Compañeros
- Con el culo al aire
- Covert Affairs
- Crimen en el paraíso
- Crossing Jordan
- Cuerpo de élite
- Doctor Mateo
- Einstein
- El barco
- El internado
- El mentalista
- El quiz de la series (programa)
- El síndrome de Ulises
- Escudo humano
- Fiscal Chase
- Física o química
- Fotokiller (programa)
- Hispania
- House
- JAG Alerta Roja
- La catedral del mar
- La chica de las series (programa)
- La embajada
- La familia Mata
- La sopa boba
- La tira
- Las reglas del juego
- Ley y Orden: Unidad de Víctimas Especiales
- Life
- Looking
- Los hombres de Paco
- Los protegidos
- Los remakers (programa)
- Lucifer
- Major Crimes
- Manos a la obra
- Manual para engancharse a... (programa)
- Merlí
- Mildred Pierce
- Muy en serie (programa)
- Navy: Investigación Criminal
- Perception
- Policías, en el corazón de la calle
- Profilage
- Ransom
- Reencuentros (programa)
- Rizzoli & Isles
- Se ha escrito un crimen
- Secuelas (programa)
- Series a tres (programa)
- Stalker
- The Listener
- Tutoriales (programa)
- Un paso adelante
- Unreal
- Velvet Colección
- Vigilados: Person of Interest

## Imagen corporativa

Logotipo de Atreseries entre 2015 y 2020.
Logotipo de Atreseries desde 2020.

## Audiencias
Evolución de la cuota de pantalla mensual y anual. Están en negrita y naranja los meses en que fue líder de audiencia.
| Año  | Enero | Febrero | Marzo | Abril | Mayo | Junio | Julio | Agosto | Septiembre | Octubre | Noviembre | Diciembre | Media anual |
| ---- | ----- | ------- | ----- | ----- | ---- | ----- | ----- | ------ | ---------- | ------- | --------- | --------- | ----------- |
| 2015 | -     | -       | -     | -     | -    | -     | -     | -      | -          | -       | -         | 0,2%**    | 0,2%        |
| 2016 | 0,7%  | 0,7%    | 0,8%  | 0,7%  | 0,7% | 0,7%  | 0,8%  | 0,9%   | 0,8%       | 0,8%    | 0,9%      | 0,8%      | 0,8%        |
| 2017 | 0,9%  | 0,9%    | 1,0%  | 1,0%  | 1,1% | 1,1%  | 1,4%  | 1,4%   | 1,3%       | 1,2%    | 1,3%      | 1,2%      | 1,2%        |
| 2018 | 1,2%  | 1,2%    | 1,1%  | 1,2%  | 1,2% | 1,2%  | 1,3%  | 1,3%   | 1,2%       | 1,3%    | 1,2%      | 1,3%      | 1,2%        |
| 2019 | 1,3%  | 1,2%    | 1,3%  | 1,2%  | 1,3% | 1,3%  | 1,5%  | 1,7%   | 1,5%       | 1,4%    | 1,4%      | 1,5%      | 1,4%        |
| 2020 | 1,5%  | 1,6%    | 1,4%  | 1,5%  | 1,5% | 1,6%  | 1,7%  | 1,8%   | 1,5%       | 1,4%    | 1,4%      | 1,4%      | 1,5%        |
| 2021 | 1,3%  | 1,3%    | 1,3%  | 1,4%  | 1,5% | 1,4%  | 1,4%  | 1,6%   | 1,4%       | 1,5%    | 1,6%      | 1,6%      | 1,4%        |
| 2022 | 1,7%  | 1,7%    | 1,7%  | 1,9%  | 1,7% | 1,6%  | 1,8%  | 2,0%   | 1,7%       | 1,7%    | 1,7%      | 1,7%      | 1,7%        |
| 2023 | 1,7%  | 1,8%    | 1,6%  | 1,6%  | 1,4% | 1,7%  | 1,8%  | 2,0%   | 1,8%       | 1,9%    | 1,9%      | 1,9%      | 1,8%        |
| 2024 | 1,9%  | 1,8%    | 1,9%  | 2,1%  | 2,1% | 2,2%* | 2,2%* | 2,1%   | 2,0%       | 1,9%    | 2,0%      | 2,0%      | 2,0%        |
| 2025 | 1,8%  | 1,9%    | 1,9%  | 2,0%  | 2,0% | 1,9%  | 1,9%  |        |            |         |           |           |             |

* Máximo histórico. | ** Mínimo histórico.